# Licuala sarawakensis
Licuala sarawakensis är en enhjärtbladig växtart som beskrevs av Odoardo Beccari. Licuala sarawakensis ingår i släktet Licuala och familjen Arecaceae. Inga underarter finns listade i Catalogue of Life.